# Ly-Fontaine
Ly-Fontaine ist eine französische Gemeinde mit 118 Einwohnern (Stand 1. Januar 2022) im Département Aisne in der Region Hauts-de-France (vor 2016 Picardie). Sie gehört zum Arrondissement Saint-Quentin, zum Kanton Ribemont und zum Gemeindeverband Val de l’Oise.

## Geografie
Die Gemeinde Ly-Fontaine liegt rund 16 Kilometer südlich von Saint-Quentin und 35 Kilometer nordwestlich von Laon. Nachbargemeinden von Ly-Fontaine sind Benay im Norden, Vendeuil im Osten, Remigny im Süden, Gibercourt im Westen sowie Hinacourt im Nordwesten. Im Südosten der Gemeinde stehen drei Windkraftanlagen als Teil eines interkommunalen Windparks.

## Bevölkerungsentwicklung
| Jahr                       | 1962 | 1968 | 1975 | 1982 | 1990 | 1999 | 2006 | 2015 | 2022 |
| Einwohner                  | 90   | 83   | 89   | 77   | 72   | 87   | 104  | 124  | 118  |
| Quellen: Cassini und INSEE |      |      |      |      |      |      |      |      |      |

## Sehenswürdigkeiten
- Kirche Saint-Jacques-et-Saint-Christophe

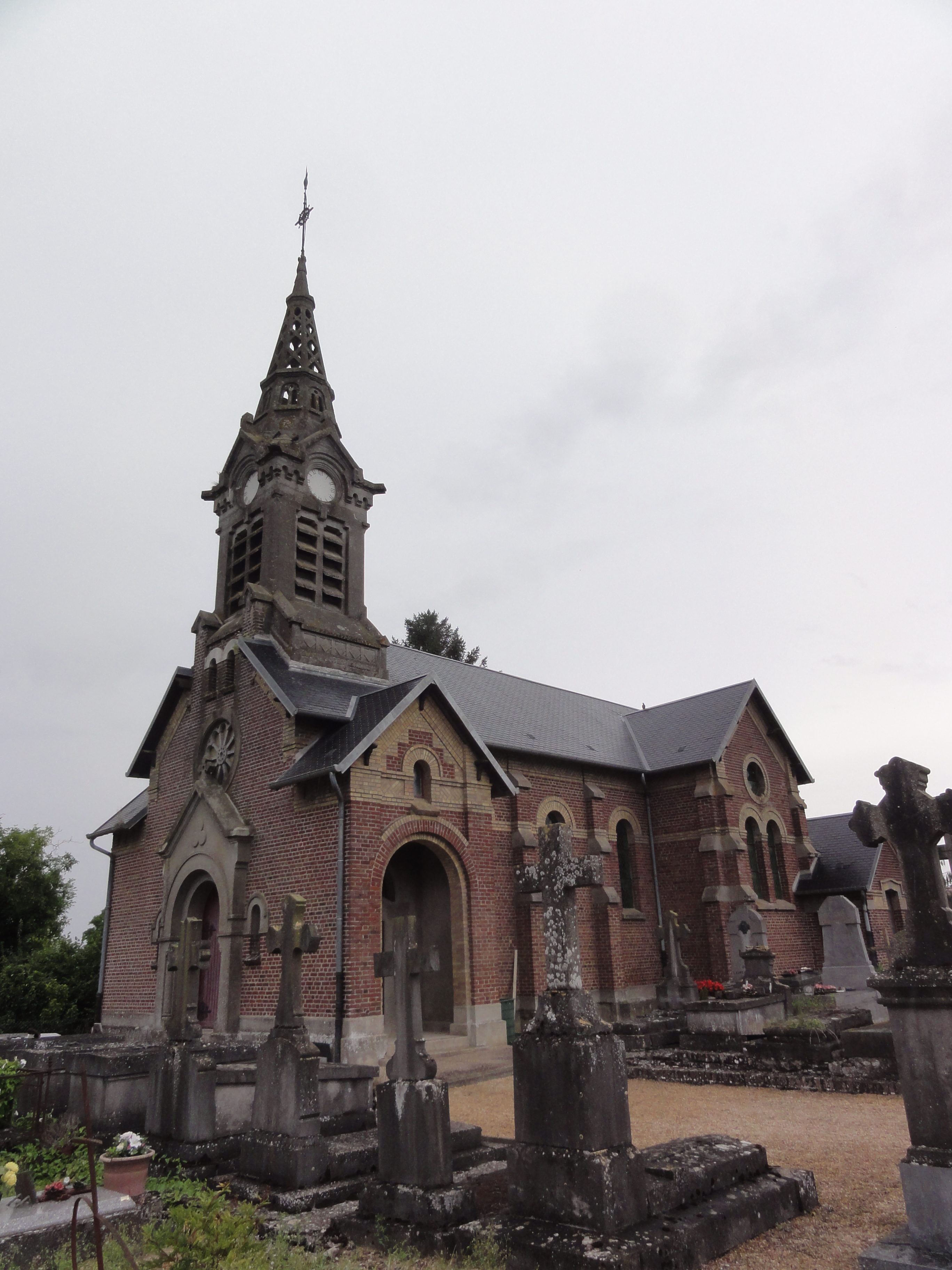
Kirche Saint-Jacques-et-Saint-Christophe